# Mariano Campero y Ugarte
Mariano Campero y Ugarte fue un militar y político peruano. Fue hijo de Juan Manuel Fernández Campero, militar español y funcionario de la corona española en el Virreinato del Perú y en el Tucumán colonial y de Juana Ugarte y Gallegos, una mestiza descendiente de Huayna Capac y miembro prominente de la nobleza indígena cuzqueña. Fue Caballero de Calatrava y Comendador de la Orden de Isabel la Católica.
Participó en el sofocamiento de la rebelión de Túpac Amaru II como edecán del general Juan Manuel Carro, nombrado por influencia de su padre Juan Manuel Fernández Campero. Luego, avecindado en la parroquia de San Jerónimo, cercano al Cusco, se dijo que participó en la insurrección de Gabriel Aguilar y Manuel Ubalde en 1805 aunque luego fue juzgado y declarado inocente. En 1811 participó de la expedición a Potosí de José Manuel de Goyeneche y ocupó el cargo de Gobernador Intendente de la Provincia de Potosí.
Fue el primer senador suplente de la República del Perú por el departamento del Cusco en 1829 durante el primer gobierno del Mariscal Agustín Gamarra. 
Fue también diputado en la Asamblea de Sicuani y ministro de varias carteras del gobierno de Andrés de Santa Cruz como Protector de la Confederación Perú-Boliviana.